# Anopheles pictipennis
Anopheles pictipennis este o specie de țânțari din genul Anopheles, descrisă de Philippi în anul 1865. Conform Catalogue of Life specia Anopheles pictipennis nu are subspecii cunoscute.